# 2016年夏季奧林匹克運動會自由車比賽
2016年夏季奧林匹克運動會自由車比賽於2016年8月6日至20日在里約熱內盧舉行。共設18個小項。和2012年奧運自由車賽事相比，比賽項目沒有更動。

## 參賽國家和地區
- 阿尔及利亚（2）
- 阿根廷（6）
- （31）
- 奥地利（4）
- 阿塞拜疆（3）
- 白俄罗斯（4）
- 比利时（14）
- 玻利维亚（1）
- 巴西（10）
- 保加利亚（1）
- 加拿大（19）
- 智利（2）
- 中国（14）
- 哥伦比亚（15）
- 哥斯达黎加（2）
- 克罗地亚（2）
- 古巴（3）
- 塞浦路斯（1）
- 捷克（12）
- 丹麦（13）
- （1）
- 厄瓜多尔（2）
- 埃及（1）
- 厄立特里亚（1）
- 爱沙尼亚（2）
- 埃塞俄比亚（1）
- 芬兰（1）
- 法国（22）
- 德国（29）
- 英国（26）
- 希腊（3）
- 关岛（1）
- 危地马拉（1）
- 中国香港（5）
- 匈牙利（1）
- 印度尼西亚（1）
- 伊朗（3）
- 爱尔兰（3）
- 以色列（2）
- 意大利（19）
- 日本（9）
- （3）
- 科索沃（1）
- 老挝（1）
- 拉脱维亚（4）
- 莱索托（1）
- 立陶宛（4）
- 卢森堡（3）
- 马来西亚（2）
- 毛里求斯（1）
- 墨西哥（4）
- 摩洛哥（4）
- 纳米比亚（3）
- 荷兰（26）
- 新西兰（19）
- 挪威（7）
- 波兰（17）
- 葡萄牙（6）
- 波多黎各（1）
- 罗马尼亚（1）
- 俄罗斯（16）
- 卢旺达（2）
- 塞尔维亚（2）
- 斯洛伐克（2）
- 斯洛文尼亚（7）
- 南非（7）
- 韩国（8）
- 西班牙（12）
- 瑞典（4）
- 瑞士（15）
- 中华台北（2）
- 泰国（2）
- 东帝汶（1）
- 特立尼达和多巴哥（1）
- 突尼斯（1）
- 土耳其（2）
- 乌克兰（7）
- 阿拉伯联合酋长国（1）
- 美国（21）
- 委内瑞拉（9）

## 獎牌榜
| 排名 | 国家／地区 | 金牌 | 银牌 | 铜牌 | 總數 |
| ---- | ---------- | ---- | ---- | ---- | ---- |
| 1    | 英国       | 6    | 4    | 2    | 12   |
| 2    | 荷兰       | 2    | 3    | 1    | 6    |
| 3    | 美国       | 2    | 3    | 0    | 5    |
| 4    | 瑞士       | 2    | 0    | 0    | 2    |
| 5    | 瑞典       | 1    | 1    | 0    | 2    |
| 6    | 比利时     | 1    | 0    | 1    | 2    |
| 6    | 哥伦比亚   | 1    | 0    | 1    | 2    |
| 6    | 德国       | 1    | 0    | 1    | 2    |
| 6    | 意大利     | 1    | 0    | 1    | 2    |
| 10   | 中国       | 1    | 0    | 0    | 1    |
| 11   | 俄罗斯     | 0    | 2    | 1    | 3    |
| 12   | 丹麦       | 0    | 1    | 2    | 3    |
| 13   |            | 0    | 1    | 1    | 2    |
| 13   | 波兰       | 0    | 1    | 1    | 2    |
| 15   | 捷克       | 0    | 1    | 0    | 1    |
| 15   | 新西兰     | 0    | 1    | 0    | 1    |
| 17   | 加拿大     | 0    | 0    | 2    | 2    |
| 18   | 法国       | 0    | 0    | 1    | 1    |
| 18   | 马来西亚   | 0    | 0    | 1    | 1    |
| 18   | 西班牙     | 0    | 0    | 1    | 1    |
| 18   | 委内瑞拉   | 0    | 0    | 1    | 1    |
| 总计 | 总计       | 18   | 18   | 18   | 54   |

## 獎牌得主

### 公路自行车
| 项目                | 金牌                               | 银牌                                | 铜牌                                 |
| 男子公路赛 （詳細） | 格雷格·范·阿韦马特 · 比利时（BEL） | 雅各布·福尔桑 · 丹麦（DEN）         | 拉法乌·马伊卡 · 波兰（POL）          |
| 女子公路赛 （詳細） | 安娜·范德布雷亨 · 荷兰（NED）      | 埃玛·约翰松 · 瑞典（SWE）           | 埃莉萨·隆戈·博尔吉尼 · 意大利（ITA） |
| 男子计时赛 （詳細） | 法比安·坎切拉拉 · 瑞士（SUI）      | 汤姆·迪穆兰 · 荷兰（NED）           | 克里斯·弗鲁姆 · 英国（GBR）          |
| 女子计时赛 （詳細） | 克丽斯廷·阿姆斯特朗 · 美国（USA）  | 奥莉加·扎别林斯卡娅 · 俄罗斯（RUS） | 安娜·范德布雷亨 · 荷兰（NED）        |

### 场地自行车
| 项目                    | 金牌                                                                              | 银牌                                                                                            | 铜牌                                                                                                |  |  |  |
| 男子竞轮赛 （詳細）     | 贾森·肯尼 · 英国（GBR）                                                           | 马蒂尔斯·布赫利 · 荷兰（NED）                                                                   | 阿茲祖哈斯尼阿旺 · 马来西亚（MAS）                                                                  |  |  |  |
| 女子竞轮赛 （詳細）     | 艾利斯·利特里 · 荷兰（NED）                                                       | 丽贝卡·詹姆斯 · 英国（GBR）                                                                     | 安娜·米雷斯 · （AUS）                                                                               |  |  |  |
|                         |                                                                                   |                                                                                                 | |  |  |  |
| 男子全能赛 （詳細）     | 埃利亚·维维安尼 · 意大利（ITA）                                                   | 马克·卡文迪什 · 英国（GBR）                                                                     | 拉塞·诺曼·汉森 · 丹麦（DEN）                                                                        |  |  |  |
| 女子全能赛 （詳細）     | 勞拉·肯尼 · 英国（GBR）                                                           | 莎拉·哈默尔 · 美国（USA）                                                                       | 约莉恩·德-霍尔 · 比利时（BEL）                                                                      |  |  |  |
|                         |                                                                                   |                                                                                                 | |  |  |  |
| 男子团体追逐赛 （詳細） | 英国（GBR） WR · 埃德·克兰西 · 史蒂文·伯克 · 欧文·道尔 · 布拉德利·威金斯 ·        | （AUS） · 亚历克斯·埃德蒙森 · 杰克·博布里奇 · 迈克尔·赫伯恩 · 山姆·韦尔斯福德 · 卡勒姆·斯科特松 | 丹麦（DEN） · 拉塞·诺曼·汉森 · 尼克拉斯·拉森 · 弗雷德里克·马森 · 卡斯珀·冯·福尔萨赫 · 拉斯穆斯·夸德 |  |  |  |
| 女子团体追逐赛 （詳細） | 英国（GBR） WR · 凯蒂·阿奇博尔德 · 勞拉·肯尼 · 埃莉诺·巴克 · 乔安娜·劳斯尔·尚德 · | 美国（USA） · 莎拉·哈默尔 · 凯莉·卡特林 · 克洛埃·戴格特 · 珍妮弗·瓦伦特 ·                       | 加拿大（CAN） · 艾莉森·贝弗里奇 · 贾丝敏·格莱塞尔 · 柯丝蒂·莱 · 乔治娅·西默尔林 · 劳拉·布朗         |  |  |  |
|                         |                                                                                   |                                                                                                 | |  |  |  |
| 男子个人竞速赛 （詳細） | 贾森·肯尼 · 英国（GBR）                                                           | 卡勒姆·斯金纳 · 英国（GBR）                                                                     | 丹尼斯·德米特里耶夫 · 俄罗斯（RUS）                                                                 |  |  |  |
| 女子个人竞速赛 （詳細） | 克里斯蒂娜·沃格尔 · 德国（GER）                                                   | 丽贝卡·詹姆斯 · 英国（GBR）                                                                     | 凯蒂·马尔尚特 · 英国（GBR）                                                                         |  |  |  |
|                         |                                                                                   |                                                                                                 | |  |  |  |
| 男子团体竞速赛 （詳細） | 英国（GBR） OR · 菲利普·海因兹 · 贾森·肯尼 · 卡勒姆·斯金纳                        | 新西兰（NZL） · 埃迪·道金斯 · 伊森·米切尔 · 山姆·韦伯斯特                                       | 法国（FRA） · 格雷戈里·博热 · 米夏埃尔·德阿尔梅达 · 弗朗索瓦·佩尔维                                 |  |  |  |
| 女子团体竞速赛 （詳細） | 中国（CHN） · 宫金杰 · 钟天使                                                     | 俄罗斯（RUS） · 达里娅·什梅廖娃 · 阿纳斯塔西娅·沃伊诺娃                                         | 德国（GER） · 米丽亚姆·威尔特 · 克里斯蒂娜·沃格尔                                                   |  |  |  |

### 山地自行车
| 项目                | 金牌                          | 银牌                              | 铜牌                                   |
| 男子越野赛 （詳細） | 尼诺·舒尔特 · 瑞士（SUI）     | 雅罗斯拉夫·库尔哈维 · 捷克（CZE） | 卡洛斯·科洛马·尼古拉斯 · 西班牙（ESP） |
| 女子越野赛 （詳細） | 燕妮·里斯韦德斯 · 瑞典（SWE） | 马娅·沃什乔夫斯卡 · 波兰（POL）   | 凯瑟琳·潘德雷尔 · 加拿大（CAN）        |

### 小轮车
| 项目          | 金牌                            | 银牌                           | 铜牌                                  |
| 男子 （詳細） | 康纳·菲尔兹 · 美国（USA）       | 热勒·范·戈尔柯姆 · 荷兰（NED） | 卡洛斯·拉米雷斯 · 哥伦比亚（COL）     |
| 女子 （詳細） | 玛丽安娜·帕洪 · 哥伦比亚（COL） | 爱丽丝·波斯特 · 美国（USA）    | 斯蒂芬妮·赫尔南德斯 · 委内瑞拉（VEN） |